# Gruffudd ap Cynan
Gruffudd ap Cynan, född 1055, död 1137, var en walesisk regent. Han var kung av Gwynedd mellan 1081 och 1137.